# Prunières, Lozère
Prunières är en kommun i departementet Lozère i regionen Occitanien i södra Frankrike. Kommunen ligger i kantonen Le Malzieu-Ville som tillhör arrondissementet Mende. År 2022 hade Prunières 226 invånare.

## Befolkningsutveckling
Antalet invånare i kommunen Prunières
| Referens: INSEE |